# Pseudalcyonidium bobinae
Pseudalcyonidium bobinae är en mossdjursart som beskrevs av Jean-Loup d'Hondt 1975. Pseudalcyonidium bobinae ingår i släktet Pseudalcyonidium och familjen Clavoporidae. Inga underarter finns listade i Catalogue of Life.